# Appenzeller Kantonalbank
L'Appenzeller Kantonalbank è una banca cantonale del Canton Appenzello Interno, in Svizzera.